# Maria Garganté i Llanes
Maria Garganté i Llanes (Sanaüja, 3 de febrer de 1975) és una historiadora de l'art i docent catalana. Els seus principals àmbits de recerca són l'art i l'arquitectura catalana d'època moderna i contemporània, l'art i l'arquitectura barroca llatinoamericana i l'estudi de les solemnitats festives i manifestacions artístiques efímeres a l'època del Barroc. S'ha interessat per artífexs com ara Antoni Cellers o nissagues de mestres d'obres com els Renart i els Morató, totes elles a cavall dels segles XVII i XIX, també pels diversos episodis de destrucció del patrimoni a Catalunya i per l'arquitectura religiosa posterior a la Guerra Civil espanyola. Finalment, la seva docència l'ha portat també a dedicar-se a qüestions vinculades a la història de l'art i el gènere.

## Obra publicada
- Arquitectura religiosa del segle xviii a la Segarra i l'Urgell. Condicionants, artífexs i pràctica constructiva.  Barcelona: Fundació Noguera, 2006. ISBN 84-9779-428-1.
- Festa, arquitectura i devoció a la Catalunya del Barroc.  Barcelona: Publicacions de l'Abadia de Montserrat, 2011. ISBN 978-84-9883-375-1.
- Santuaris, ermites i capelles a l'època del barroc. Geografia sagrada de la muntanya catalana, 2017. ISBN 978-84-9803-770-8.
- Santificaràs les festes, Barcelona: Fragmenta Editorial, 2023. ISBN 978-84-17796-97-6.